# Rynkatorpa albatrossi
Rynkatorpa albatrossi is een zeekomkommer uit de familie Synaptidae.
De wetenschappelijke naam van de soort werd in 1907 gepubliceerd door Walter Kenrick Fisher.